# 613 micvot
| Židé a judaismus |
| Židé • Judaismus • Kdo je Žid |
| Ortodoxní • Konzervativní (Masorti) Progresivní (Reformní - Liberální) • Ultraortodoxní Samaritáni • Falašové • Karaité                                                                                            |
| Etnické skupiny a jazyky |
| Aškenázové • Sefardové • Mizrachim Hebrejština • Jidiš • Ladino • Ge'ez • Buchori |
| Populace (vývoj) |
| Evropa • Amerika • Asie • Afrika • Austrálie |
| Náboženství |
| Bůh • Principy víry • Boží jména 613 micvot • Halacha • Noachidské zákony Mesiáš • Eschatologie |
| Židovské myšlení, filosofie a etika |
| Židovská filosofie Cdaka • Musar • Vyvolenost Chasidismus • Kabala • Haskala |
| Náboženské texty |
| Tóra • Tanach • Mišna • Talmud • Midraš Tosefta • Mišne Tora • Šulchan aruch Sidur • Machzor • Pijut • Zohar |
| Životní cyklus, tradice a zvyky |
| Obřízka • Pidjon ha-ben • Simchat bat • Bar micva Šiduch • Svatba • Ketuba • Rozvod (Get) • Pohřeb Kašrut • Židovský kalendář • Židovské svátky Talit • Tfilin • Cicit • Kipa Mezuza • Menora • Šofar • Sefer Tora |
| Významné postavy židovství |
| Abrahám • Izák • Jákob • Mojžíš Šalomoun • David • Elijáš • Áron Maimonides • Nachmanides • Raši Ba'al Šem Tov • Ga'on z Vilna • Maharal                                                                           |
| Náboženské budovy a instituce |
| Chrám • Synagoga • Ješiva • Bejt midraš Rabín • Chazan • Dajan • Ga'on Kohen (kněz) • Mašgiach • Gabaj • Šochet Mohel • Bejt din • Roš ješiva                                                                      |
| Židovská liturgie |
| Šema • Amida • Kadiš Minhag • Minjan • Nosach Šacharit • Mincha • Ma'ariv • Musaf |
| Dějiny Židů |
| starověk • středověk • novověk |
| Blízká témata |
| Antisemitismus • Gój • Holocaust • Izrael Filosemitismus • Sionismus Abrahámovská náboženství |
| z • d • e |

613 micvot nebo 613 přikázání (hebrejsky תרי״ג מצוות‎, přepsáno jako tarjag micvot, TaRJaG je akronym numerické hodnoty „613“) je koncept židovského náboženství, podle kterého Tóra obsahuje celkem 613 micvot (v hebrejštině: „přikázání“ (pl.), od sg. micva – מִצְוָה‎; od kořene צוה, c-v-h „přikazovat“), které Bůh nařídil Izraeli. Podle Kabaly se duše člověka skládá z 613 částí a pokud se této duši za dobu svého sestoupení na zemi podaří naplnit všech 613 micvot, pak dosáhne věčného pozvednutí. Oněch 613 přikázání se dělí na 248 „pozitivních přikázání“ (מצוות עשה‎ – micvot ase, např. „cti otce a matku“) a 365 „negativních přikázání“ (מצוות לא תעשה‎ – micvot lo ta'ase, zákazů, např. „nepokradeš“). Každé vykonání „pozitivního přikázání“ je možné chápat jako vykonání dobrého skutku. Dle tradice číslo 248 odpovídá počtu kostí a důležitých orgánů v lidském těle, takže každá část těla může s duší participovat na dodržování a plnění micvot. Naproti tomu 365 odpovídá počtu jednotlivých cév v těle člověka a rovněž počtu dní v roce, které poukazují na to, že po celý rok by se měl člověk vyvarovat porušování zákazů ustavených Bohem. Jedno z dalších vysvětlení významu dělení micvot na pozitivní a negativní spočívá v tvrzení, že plněním pozitivních micvot je židům umožněno, aby se teurgicky podíleli na božském životě, kdežto účelem dodržování negativních micvot je, aby byl člověk oddělen od démonského světa a nesklouzl k magii.

## Význam čísla 613
Podle Talmudu  biblický verš oznamuje, že Mojžíš přinesl Tóru od Boha židovskému lidu: „Zákonu, který nám přikázal Mojžíš jako odkaz Jákobovu shromáždění.“ (Deuteronomium 33,4) Nicméně jsou dvě přikázání, která Bůh sdělil všem Židům bez prostředníka, a to první dvě z Desatera, protože ta jsou formulována v první osobě. Talmud učí, že numerická hodnota slova Tóra je 611 (ת – 400 ו – 6 ר – 200 ה – 5). Těchto Mojžíšových 611 přikázání zkombinovaných se dvěma přímo od Boha dává dohromady číslo 613.

## Význam micvot
Micvot – Boží přikázání – jsou esencí Tóry a jejich dodržování je jedním ze základních pilířů judaismu. Jakožto slovo Boží jsou naprosto nezpochybnitelná. Podle učení judaismu není možné některé micvot zrušit a jiné ponechat – je možné pouze micvot vykládat, studovat a nějakým způsobem naplňovat. V tomto naplňování se ovšem různé skupiny uvnitř judaismu liší. Ortodoxní židé věří, že je třeba dodržovat veškeré micvot, které je možné dodržovat (řada micvot souvisí s obětním kultem v jeruzalémském Chrámu a po jeho zničení je není možné praktikovat), stejně jako ustanovení a tradice, jež jsou obsaženy v ústním zákoně. V konzervativním judaismu je situace jiná, zde se sice dbá na dodržování všech micvot daných Tórou, nicméně postoj k rabínským ustanovením je rezervovanější a kritičtější. Reformní judaismus jako první již v 19. století odmítl některé micvot praktikovat jakožto přežitek a snaží se judaismus jako náboženství vykládat vesměs racionálně – v úvahu tak připadají pouze ty micvot „dávající smysl“. Mezi micvot, proti jejichž dodržování protestoval např. jeden ze zakladatelů reformního judaismu Abraham Geiger, byly i takové charakteristické znaky židovství jako obřízka nebo kašrut (rituální dietní předpisy). Řada židů později vytýkala zastáncům reformního judaismu snahu degradovat judaismus z komplexního nábožensko-kulturního systému na pouhý etický rozměr. Skupiny jako karaité nebo Samaritáni naopak hlásají dodržování pouze micvot předepsaných výslovně Tórou (nebo se alespoň o to snaží). Spory ohledně platnosti micvot již dnes nejsou zdaleka tak vyhrocené, jako tomu bylo na počátku 20. století, nicméně mezi všemi skupinami existuje jisté napětí.

## Pikuach nefeš
V Deuteronomiu, 6. kapitole, 3. verši se píše: „Aby ses bál Hospodina, svého Boha, a bedlivě dbal na všechna jeho nařízení a příkazy, které ti udílím, ty i tvůj syn a tvůj vnuk, po všechny dny svého života, abys byl dlouho živ.“ Výklad tohoto verše zní, že micvot jsou zde proto, aby podle nich člověk žil, nikoli umíral. Podle této teze je možné porušit všech 613 micvot Tóry kromě modloslužby, vraždy a smilstva pokud je lidský život v ohrožení. Tomuto principu se říká Pikuach nefeš, dosl. „Záchrana duše“, tedy života. Rabínská teze říká: Pikuch nefeš doche et ha-Šabat – „Záchrana života odsouvá (dokonce i) Šabat“ – je tedy možné v případě ohrožení života i porušit Šabat a klid práce, stejně jako předpisy ohledně kašrutu či obětí. Rabíni tento princip vysvětlovali tak, že Bohu je na základě verše Dt 6,3 milejší, „aby člověk raději porušil jeden Šabat, když pak bude moci řadu dalších Šabatů řádně světit“.